# Polyscias felicis
Polyscias felicis är en araliaväxtart som beskrevs av Georges Bernardi. Polyscias felicis ingår i släktet Polyscias och familjen Araliaceae. Inga underarter finns listade.